# Cerkiew Świętych Piotra i Pawła w Tule
Cerkiew Świętych Piotra i Pawła – cerkiew prawosławna w Tule, w eparchii tulskiej Rosyjskiego Kościoła Prawosławnego. 

## Historia
Cerkiew prawosławna w Tule była wzmiankowana już w połowie XVII w., jednak w 1734 budynek ten, będący w fatalnym stanie technicznym, został rozebrany. W dwa lata później wzniesiono nową cerkiew, zachowaną do naszych czasów. Została ona przebudowana w 1802, kiedy została wzniesiona dzwonnica. Kolejna przebudowa świątyni miała miejsce jeszcze w I połowie XIX wieku pod kierunkiem architekta B. Fiedosiejewa. Rozebrał on pierwotnie istniejącą kopułę i zastąpił ją nietypową w rosyjskiej architekturze religijnej rotundą. Ponowne poświęcenie cerkwi miało miejsce w 1874, w 36 lat po jej udostępnieniu wiernym. W latach 1912–1913 dokonano remontu dzwonnicy. 
W latach 30. władze stalinowskie nakazały zamknięcie cerkwi, a w czasie bombardowania Tuły przez hitlerowców kilka pocisków zniszczyło górne kondygnacje dzwonnicy i część ścian rotundy. W 1978 dzwonnicę odbudowano, jednak cerkiew nie została zwrócona wiernym, pełniła nadal funkcję magazynu. 12 lipca 2011 odbyło się uroczyste otwarcie świątyni z udziałem arcybiskupa tulskiego Aleksego.

## Architektura
Po swojej ostatniej przebudowie cerkiew otrzymała formę rotundy, do której wejście wiedzie poprzez przedsionek, nad którym wznosi się trójkondygnacyjna klasycystyczna dzwonnica zdobiona doryckimi pilastrami. Cerkiew posiada jedną kopułę pomalowaną na zielono, pozostała część budynku malowana jest na kolor biały i jasnobrązowy. Okna w przedsionku są prostokątne, otwory położone w rzędzie poniżej kopuły mają kształt półkolisty. 
W cerkwi znajdowały się otoczone kultem ikony: Kazańska i Tichwińska Ikona Matki Bożej, przeniesione następnie do soboru Wszystkich Świętych w Tule.